# Союз художников Северной Осетии — Алании
Союз художников Республики Северной Осетии-Алании — творческая организация, объединяющая художников и искусствоведов Республики Северная Осетия-Алания. Является региональным подразделением Союза художников России. Основан в 1939 году.

## История
В 1926 году была создана Владикавказская ассоциация художников, которая просуществовала около года. В конце 1920-х начале 1930-х годов возвращалась из Ленинграда во Владикавказ группа советских художников, которые обучались во Всесоюзной академии художеств, среди которых скульпторы Сосланбек Тавасиев и Давид Дзантиев, графики Аслан-Гирей Хохов и Раиса Хасиева, живописец Сократ Кусов. Они привнесли новое веяние в художественную жизнь Владикавказа и республики. Активная художественная жизнь республики побудила властей организовать творческий союз. Так, 7 апреля 1939 года, указом Совнаркома СОАССР, на основании устава, созданного в 1932 году, Союза советских художников СССР, был организован Союз советских художников Северо-Осетинской АССР. Первым председателем правления союза стал скульптор Инал Михайлович Дзантиев. В число первых членов союза вошёл и старейший осетинский живописец Махарбек Туганов.
В 1960 году, в ходе Декады литературы и искусства Северной Осетии в Москве, состоялась первая крупная выставка осетинских художников в залах Академии художеств СССР. Наряду с произведениями молодых художников в выставке были представлены произведения живописи, скульптуры и графики классиков осетинского искусства: Коста Хетагурова, Сосланбека Едзиева, Махарбека Туганова, Давида Дзантиева, Аслан-Гирея Хохова, Сосланбека Тавасиева.
В 1950—1960 годы в союз вошли: народные художники РСФСР Азанбек Джанаев, Чермен Дзанагов, Сергей Санакоев, заслуженные художники РСФСР Павел Зарон и Юрий Дзантиев, заслуженный художник СО АССР Батр Калманов и других. В эти годы в творчестве художников преобладает тема труда, труда осетинского народа, показывается быт осетин, пишутся исторические и батальные полотна.
В 1970—1980 годы сформировывается новое поколение художников: народный художник России, лауреат Гос. премии РФ, театральный художник Магрез Келехсаев, заслуженный художник РСФСР, академик Шалва Бедоев, заслуженные художники России: Михаил Дзбоев, чл.-корр. РАХ Ушанг Козаев, почётный член РАХ Виктор Бедоев, Станислав Тавасиев, чл.-корр. РАХ Юрий Абисалов, Мурат Джикаев, Валерий Цагараев, Батраз Дзиов, Борис Тотиев и Валерий Шугаев. Они привнесли в монументальную историко-бытовую линию своих предшественников лиризм и стали поднимать социальные темы.
В 1990-е годы в союз вошли такие художники, как заслуженные художники России: чл.-корр. РАХ Алан Калманов, чл.-корр. РАХ Олег Басаев, Николай Дзукаев, Таймураз Маргиев, Людмила Байцаева, которая внесла вклад в развитие осетинского эмальерного искусства, и другие. В живописи этого периода преобладает философский подход, появляется большое количество художников, которые нашли новые средства выразительности.

## Председатели
- 1939—1940 скульптор Инал Михайлович Дзантиев (1908—1964).
- 1940—1946 скульптор Александр Михайлович Дзантиев (1900—1976).
- 1946—1950 живописец Николай Емельянович Кочетов (1901—1979).
- 1950—1954 график Аслан-Гирей Знаурович Хохов (1894—1965).
- 1954—1967 скульптор Чермен Урузбекович Дзанагов (1920—2015).
- 1967—???? живописец Николай Васильевич Жуков (1924—1987).
- ????—1991 скульптор Борис Александрович Тотиев (1937—2003).
- 1991—1993 скульптор Чермен Урузбекович Дзанагов (1920—2015).
- 1993—2000 живописец Юрий Александрович Дзантиев (1930—2000).
- 2000—2006 живописец, академик Шалва Евгеньевич Бедоев (р. 1941).
- С 2006 года — живописец Таймураз Георгиевич Маргиев (р. 1961).

## Статистика
Союз насчитывает 198 членов, среди которых:
- действительных членов РАХ — 4 чел.
- почётных членов РАХ — 1 чел.
- членов-корреспондентов РАХ — 4 чел.
- народных художников РФ — 2 чел.
- заслуженных художников РФ — 11 чел.